# Sokolovna v Českých Budějovicích

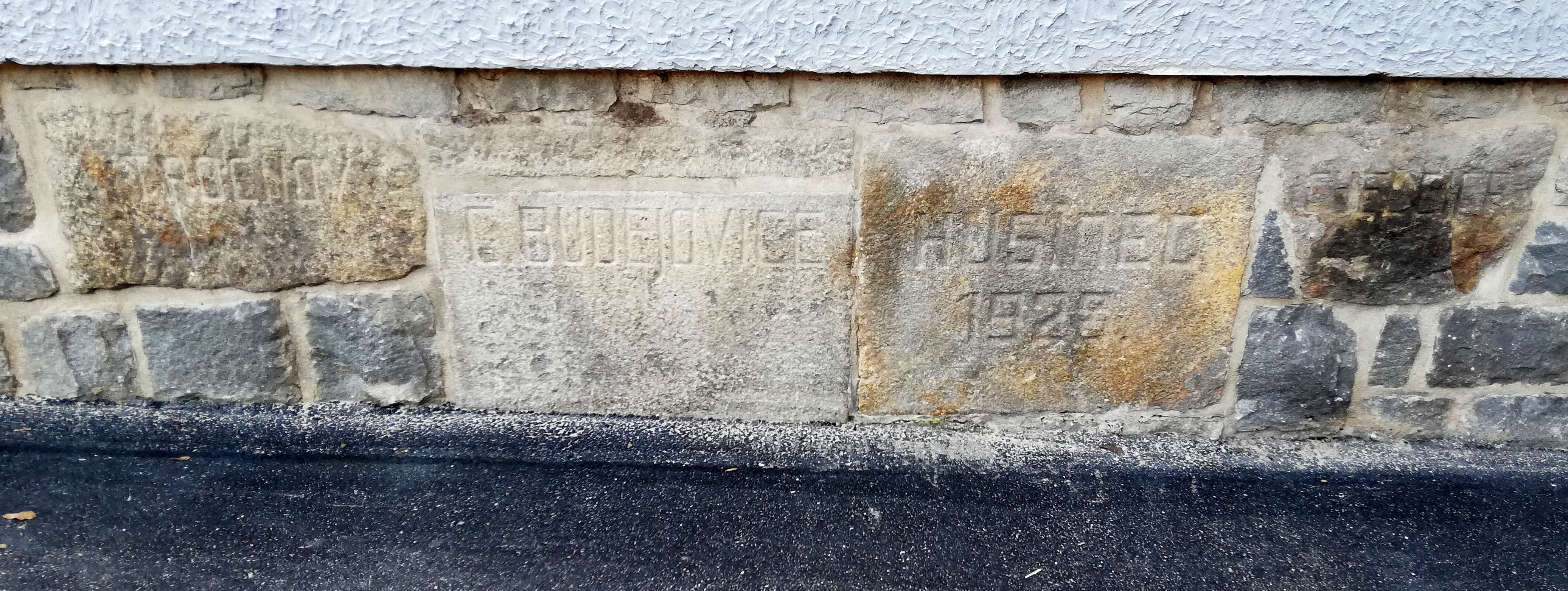
Základní kameny

Sokolovna v Českých Budějovicích je stavba, která byla vybudována mezi lety 1928 až 1947 na Sokolském ostrově podle návrhu architektů Josefa Šlégla a Jaroslava Stránského. Spolu s přiléhajícím sokolským stadionem je součástí památkově chráněného komplexu meziválečné funkcionalistické architektury.

## Historie
S rozvojem Sokola v Českých Budějovicích přestala postačovat původní sokolovna v Otakarově ulici. V roce 1905 (podle jiných zdrojů v roce 1906) bylo proto založeno Družstvo pro zřízení tělocvičny Sokolu českobudějovickému, které vedl Áda Novák, otec malíře Ady Nováka; část dokumentace, včetně fotografií, je archivována. V roce 1923 získal Sokol pro sebe Schnarcherův ostrov u soutoku Vltavy a Malše, který tím byl přejmenován na Sokolský ostrov. V té době šlo o zatím nijak nevyužívaný bažinatý ostrov, na který se dalo dostat mělkým brodem ze severní strany. Byla proto vypsána veřejná soutěž, která měla vybrat nejlepší celkovou úpravu celého ostrova. Pro stavbu stadionu byl vybrán návrh Karla Chocholy a pro stavbu sokolovny návrh Jaroslava Stránského a Josefa Šlégla. Na jaře příštího roku se podařilo dokončit během tří měsíců celý stadion; oslav otevření stadionu se zúčastnil i prezident T.G.Masaryk. Základní kameny sokolovny (viditelné v soklu severní zdi) byly položeny o čtyři roky později, stavět se začalo ale až v roce 1930. Už po roce se stavební práce z důvodu nedostatku financí zastavily a znovu se rozběhly až na konci 30. let. Od roku 1936 až do dokončení stavby vedl stavební družstvo Novákův spolupracovník a zástupce Stanislav Matyáš. V roce 1941 musela být stavba opětovně přerušena, protože úspory i stavební materiál byly zabrány orgány okupační správy. Sokolovna se tak dočkala slavnostního otevření až 14. června 1947. V té době se jednalo o druhou největší sokolovnu v Československé republice.
Celá budova byla přestavována v 90. letech 20. století, kdy byla změněna její barva a byl mimo jiné zazděn vstup vedoucí na schodiště k přiléhajícímu stadionu. V roce 2002 byl suterén sokolovny při povodni zatopen.  Od února roku 2004 je českobudějovická sokolovna spolu s hlavní tribunou sokolského stadionu památkově chráněna.